# Angela trifasciata
Angela trifasciata es una especie de mantis de la familia Mantidae.

## Distribución geográfica
Se encuentra en Brasil, Colombia y Venezuela.